# Dysauxes scortea
Dysauxes scortea är en fjärilsart som beskrevs av Dahl. Dysauxes scortea ingår i släktet Dysauxes och familjen björnspinnare. Inga underarter finns listade i Catalogue of Life.